# Sargis Pitsak
Sargis Pitsak (arménien : Սարգիս Պիծակ) est un copiste et enlumineur arménien de la première moitié du XIVe siècle.

## Biographie
Près de 50 manuscrits illustrés sont attribués à Sargis Pitsak,.
Cet artiste a vécu dans le royaume arménien de Cilicie pendant une période difficile où les épidémies suivaient souvent les guerres. Il a copié et illustré des manuscrits à la demande du roi Lévon IV, de la reine Mariun et d'autres commanditaires.
Pitsak semble avoir été familier de l'œuvre de Toros Roslin ; il a terminé l'illustration d'un évangéliaire (Matenadaran, Cod. 7651), dans lequel certaines miniatures reflètent l'influence de Roslin.

## Galerie

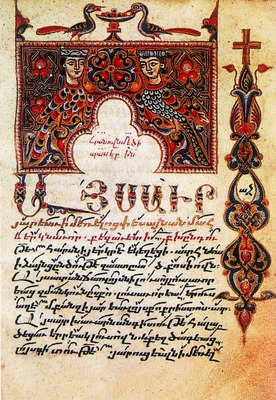
Psautier, 1322, bibliothèque Gulbenkian.
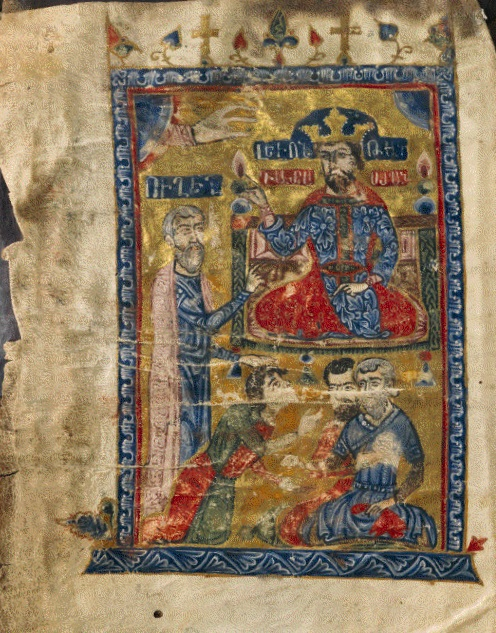
Portrait de Lévon V, 1331.
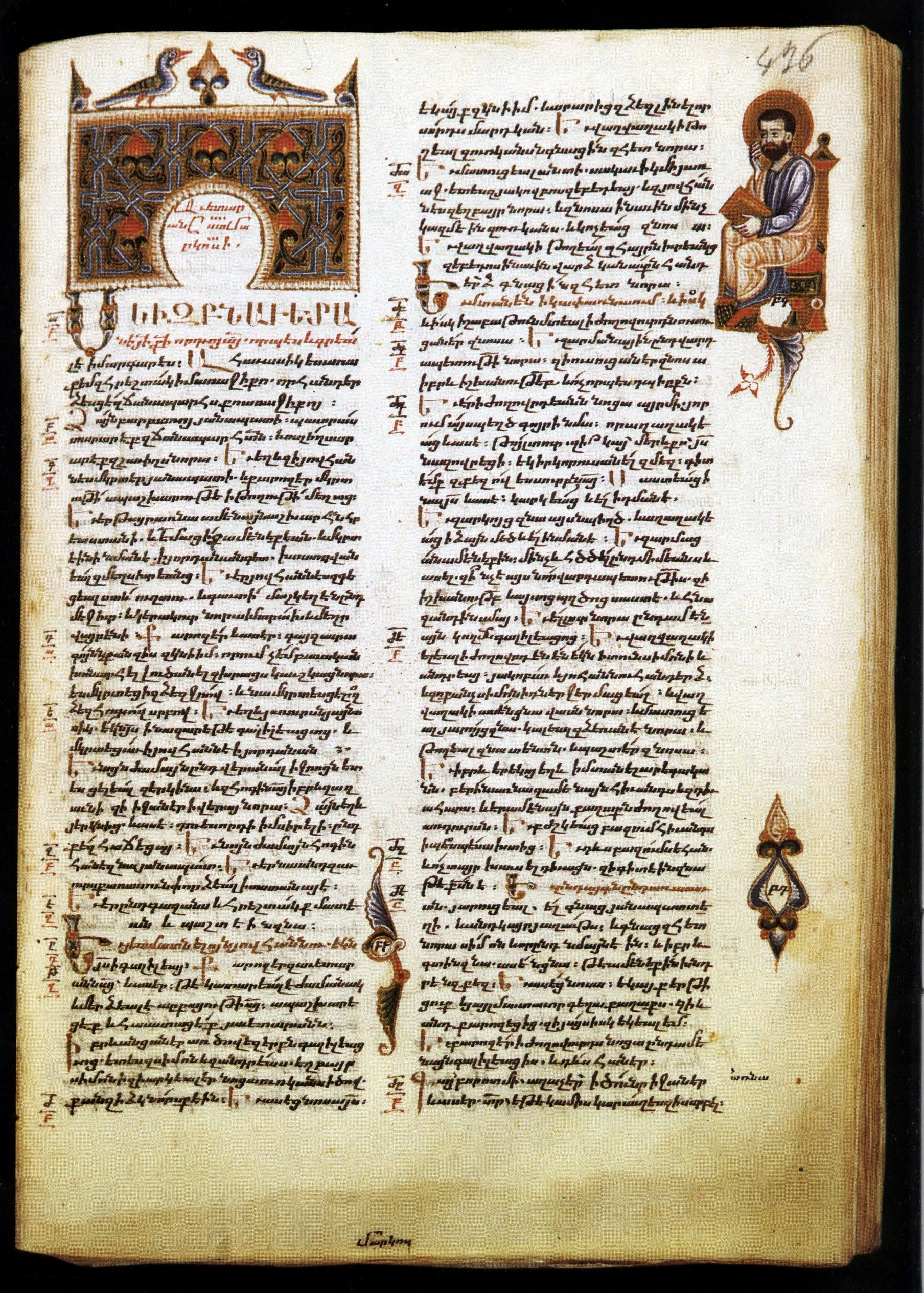
Première page de l'Évangile selon Marc.
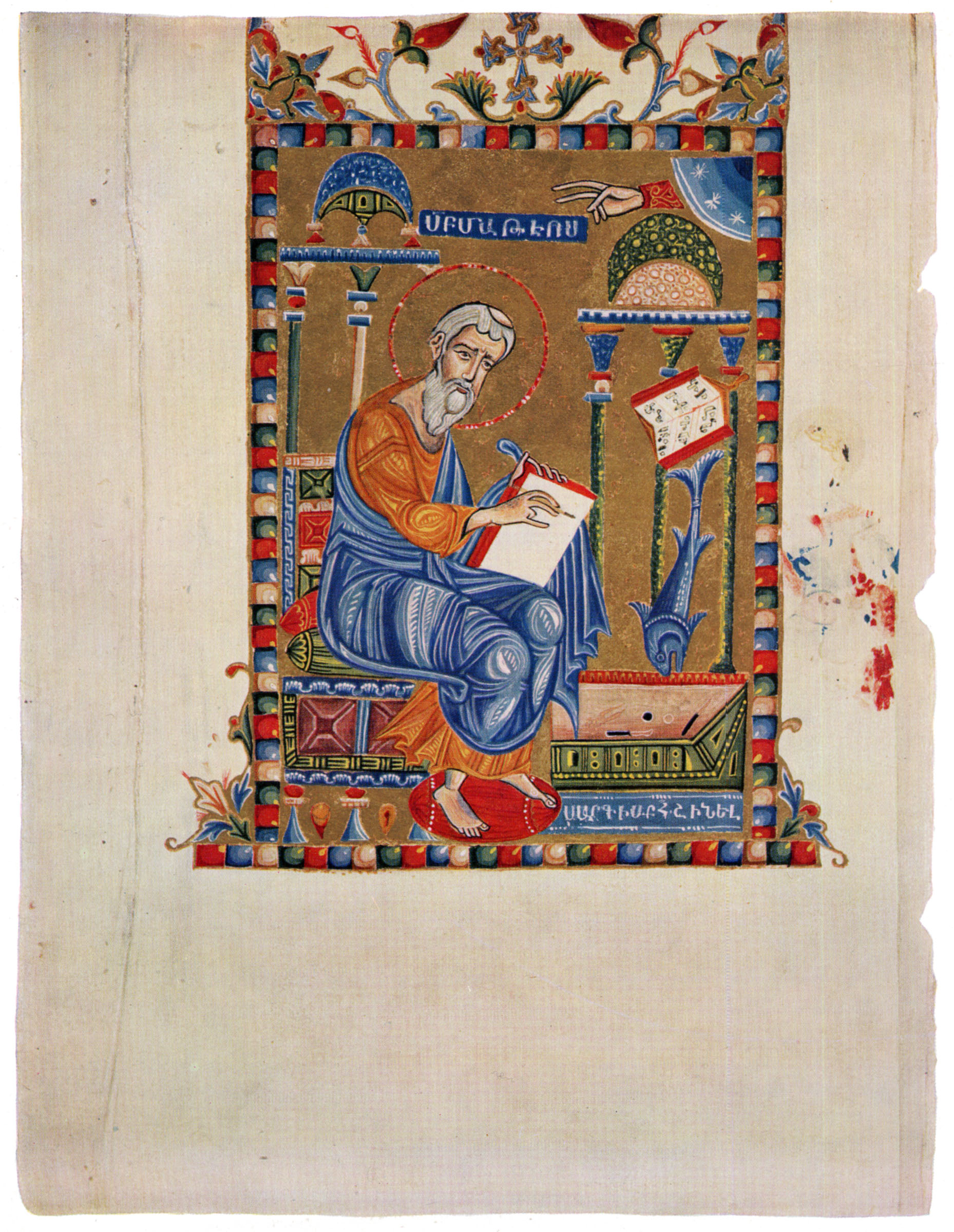
Matthieu, Évangile des Huit Peintres.
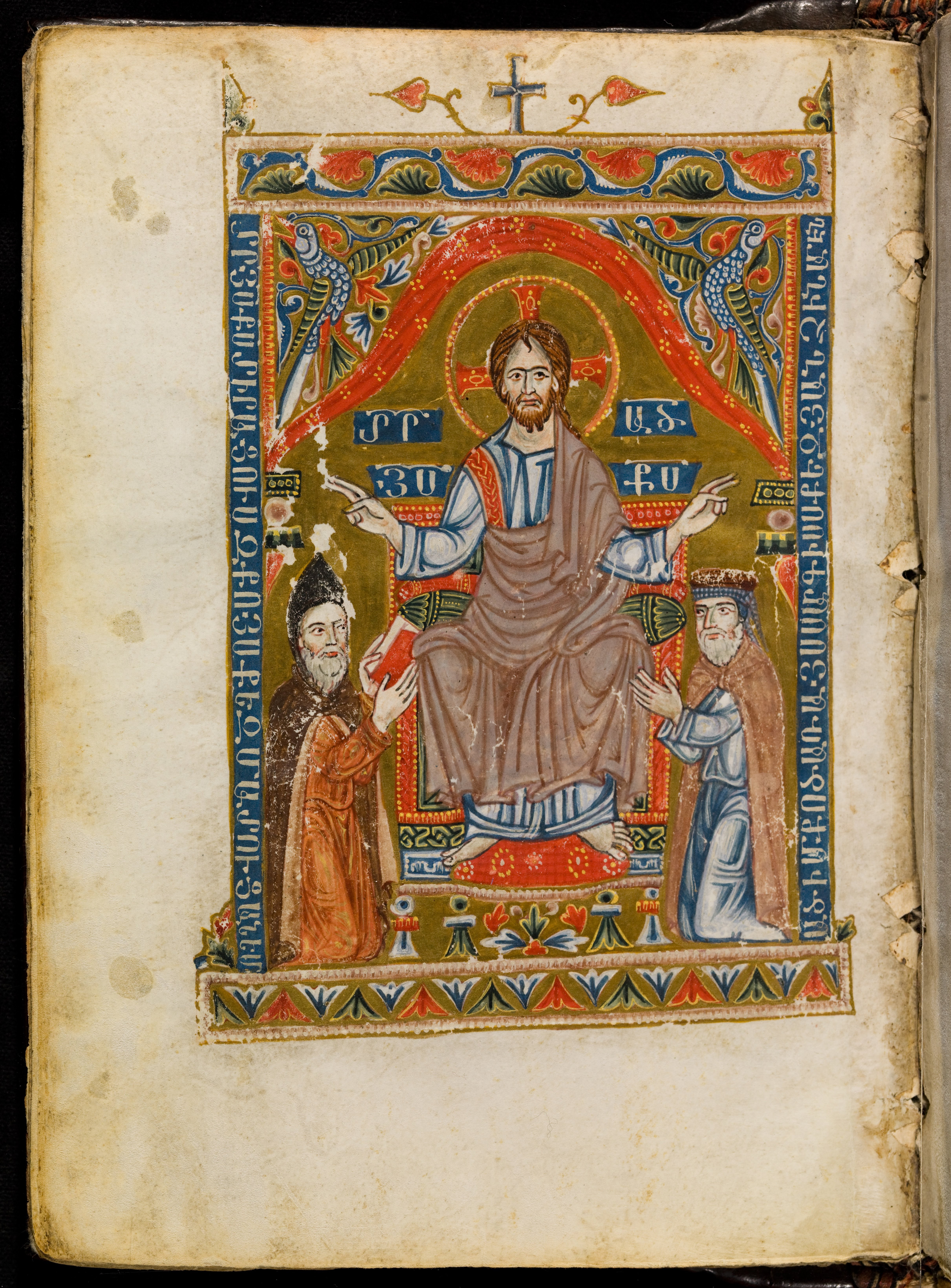
Le Christ, le scribe et le donateur , évangéliaire du monastère de Drazark, 1342, bibliothèque Chester-Beatty.
Descente de croix, manuscrit de l'évangéliaire de la reine Mariun, 1346.